# Nothing Personal (film)
Nothing Personal è un film del 2009 diretto da Urszula Antoniak.